# Hubert Walter

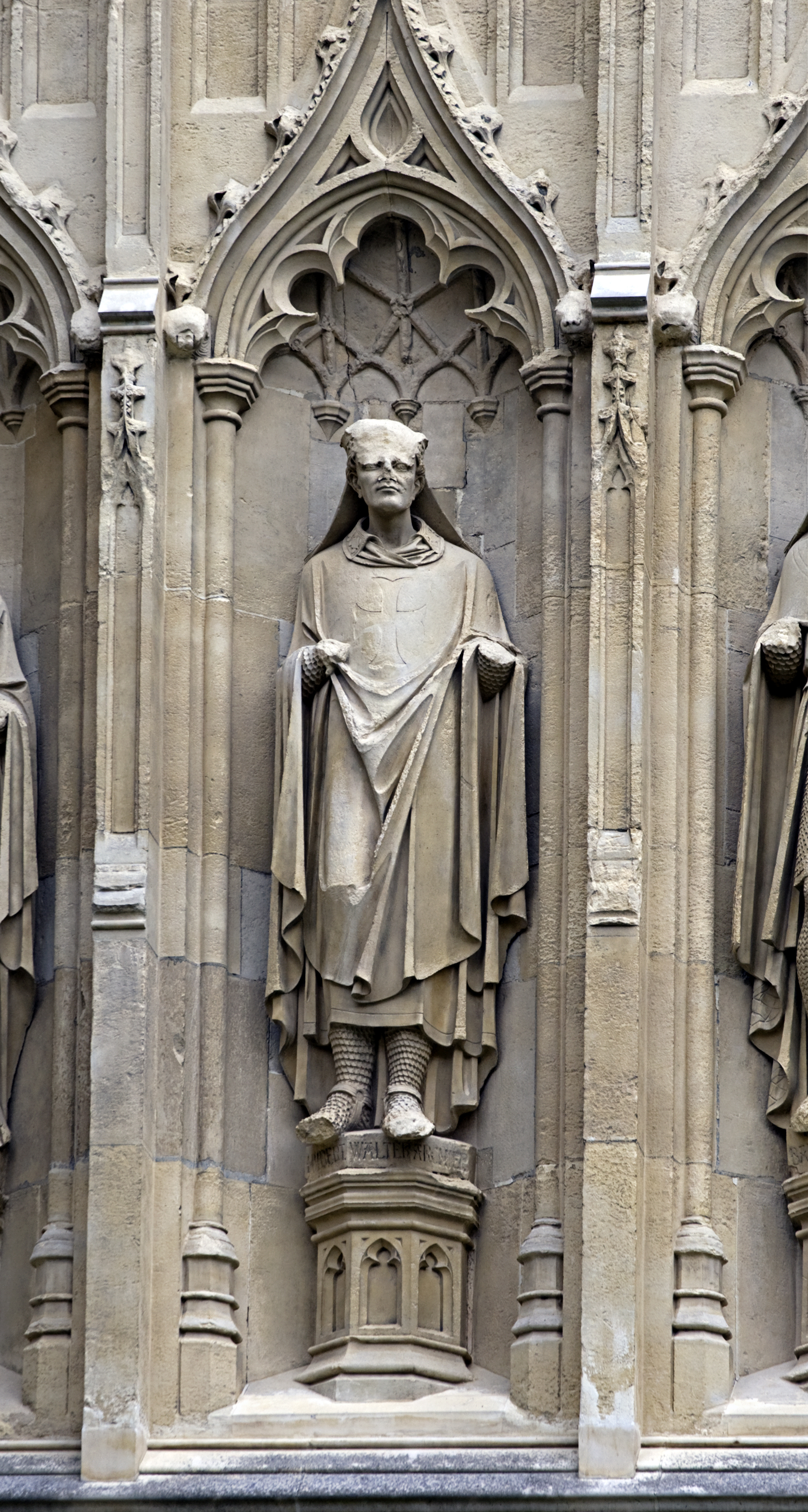
Hubert Walter als Standbild an der Kathedrale von Canterbury

Hubert Walter († 13. Juli 1205 in Teynham, Kent) war ein englischer Prälat. Als königlicher Beamter wurde er Justiciar und Lordkanzler, dazu wurde er 1189 Bischof von Salisbury und 1193 Erzbischof von Canterbury. Er gilt als einer der fähigsten Verwalter im England des 12. und frühen 13. Jahrhunderts.

## Herkunft und Jugend
Hubert Walter wurde während der Regierung von König Stephan (1136–1153) vermutlich in West Dereham in Norfolk geboren. Sein Vater war der Ritter Sir Hervey Walter, seine Mutter dessen Frau Matilda de Valognes, eine Tochter von Theobald de Valognes, Lord of Parham in Suffolk und Hickling in Norfolk. Hubert Walter hatte mindestens fünf Brüder, darunter sein Bruder Theobald Butler, der von Walter stark gefördert wurde. Bis zu seinem Tod hatte Hubert Walter enge Beziehungen zu seiner ostenglischen Heimat. Seine Tante Bertha de Valognes heiratete Ranulf de Glanville, Sheriff von Yorkshire und ab 1180 Justiciar von König Heinrich II. Hubert und sein Bruder Theobald Butler wurden von ihren Eltern zur Erziehung in den Haushalt von Glanville gegeben. Hubert besuchte nie eine Schule, doch in Glanvilles Haushalt erhielt er eine umfassende Ausbildung in Verwaltungs- und Rechtsfragen. Dort konnte er auch Kontakte knüpfen, die seine weitere Karriere wesentlich beeinflussten. Zeit seines Lebens hatte er jedoch auch Nachteile wegen seiner fehlenden schulischen Bildung. 1188 stiftete er in West Dereham das Prämonstratenserkloster St Mary für das Seelenheil seiner Familie einschließlich seiner Tante Bertha und seines Onkels Ranulf de Glanville.

## Dienst unter Ranulf de Glanville
Im Gefolge seines Onkels kam Walter in den 1180er Jahren an den Königshof. Dort diente er als einer der Barons of the exchequer und zusammen mit Glanville regelmäßig als Richter am Exchequer Court. Dadurch erwarb er umfassende Kenntnisse im Rechtswesen und wurde schließlich der wichtigste Stellvertreter seines Onkels. Im seinem Onkel zugeschriebenen Rechtsbuch Tractatus de legibus et consuetudinibus regni Anglie, das zwischen 1187 und 1189 entstand, werden mehrere von Walters Urteilen erwähnt. Es wird sogar für möglich gehalten, dass Walter der eigentliche Verfasser des Werkes ist. In den letzten Jahren der Herrschaft von Heinrich II. diente er dazu in der königlichen Kanzlei sowie als königlicher Gesandter. Dabei überbrachte er Soldzahlungen für die königlichen Truppen nach Südwales oder Botschaften an den französischen König nach Frankreich. Auf Anordnung des Königs versuchte er dazu im Streit zwischen Erzbischof Balduin und den Mönchen des Kathedralpriorats von Canterbury zu vermitteln, die Balduins Gründung eines Kollegiatstiftes in Lambeth ablehnten. Während einer Vakanz der Erzdiözese York ernannte ihn der König 1186 zum Dekan von York Minster. Wenige Monate später benannte ihn das Kathedralkapitel als einen von fünf Kandidaten für das Amt des Erzbischofs von York, doch der König lehnte sowohl Walter wie auch die anderen vier Kandidaten ab.

## Wahl zum Bischof von Salisbury
Als 1189 Richard Löwenherz englischer König wurde, wurde Ranulf de Glanville als Justiciar entlassen. In der Folge verloren auch viele von dessen Gefolgsleuten und Beamten ihre Ämter. Walter blieb auch unter dem neuen König in dessen Gunst. Zwar ernannte auch er nicht Walter, sondern seinen Halbbruder Geoffrey zum neuen Erzbischof der immer noch vakanten Erzdiözese York, doch Walter wurde stattdessen auf Anordnung des Königs am 15. September 1189 zum neuen Bischof von Salisbury gewählt. Am 22. Oktober 1189 wurde Walter von seinem langjährigen Freund Erzbischof Balduin in der St Katherine's Chapel in Westminster zum Bischof geweiht.

## Teilnahme am Dritten Kreuzzug
Auch als Bischof wurde Walter erneut in den Streit zwischen Erzbischof Balduin und den Mönchen des Kathedralpriorats von Canterbury verwickelt, doch um seine Diözese konnte er sich kaum kümmern. Wie sein Onkel Ranulf de Glanville und zahlreiche von dessen Freunden legte er ein Kreuzzugsgelübde ab und schloss sich dem Dritten Kreuzzug unter Richard Löwenherz an. Bis zur Abreise des Königs im Dezember 1189 blieb Walter fast ständig in dessen Gefolge. Danach besuchte er vermutlich kurz seine Diözese, ehe er vor März 1190 in die Normandie übersetzte, wo er erneut den König traf. Anschließend reiste er erneut nach England, doch nach kurzem Aufenthalt war er am 3. Juli wieder in der Normandie. Am 5. August schiffte er sich in Marseille für die Seereise nach Palästina ein. Zusammen mit seinem Onkel Ranulf und Erzbischof Balduin erreichte er am 16. September 1190 Tyros. Anfang Oktober schlossen sie sich dem Belagerungsheer an, dass das muslimisch besetzte Akkon belagerte. Im Belagerungsheer herrschten katastrophale hygienische Zustände. Noch vor Ende November 1190 waren mit Ranulf de Glanville, Erzbischof Balduin und dem Earl of Derby alle Führer des englischen Kontingents an Krankheiten gestorben. Als Bischof von Salisbury wurde Walter nun bis zur Ankunft König Richards der Anführer der englischen Kreuzfahrer vor Akkon. Rasch ergriff er Maßnahmen, um die Lage der Belagerungstruppen zu bessern. Als Testamentsvollstrecker von Balduin verwendete er dessen Besitztümer, um den Truppen ihren ausstehenden Sold zu zahlen und um Lebensmittel für die einfachen Fußsoldaten zu kaufen. Er kümmerte sich sowohl um die Seelsorge der Kreuzfahrer, führte aber auch Angriffe auf die Truppen von Sultan Saladin, die die Belagerungstruppen eingeschlossen hatten. Durch diese Maßnahmen steigerte er die Moral der Kreuzfahrer, und als König Richard im Juni 1191 in Akkon eintraf, fand er die Truppen in wesentlich besseren Zustand vor, als Walter sie bei seiner Ankunft vorgefunden hatte.
Nach der Ankunft des Königs stieg Walters Ansehen innerhalb des Kreuzfahrerheeres weiter an. In mehreren Kämpfen zeichnete er sich durch Tapferkeit aus, dazu vermittelte er erfolgreich zwischen den einander misstrauenden Führern der Kreuzzugskontingente aus England, aus Deutschland und vor allem aus Frankreich. Als König Richard im August 1192 erkrankte, handelte er einen Waffenstillstand mit den Muslimen aus. Kurz darauf war er führend an den Verhandlungen beteiligt, die zum Vertrag von Ramla führten, das die Kämpfe des Dritten Kreuzzugs beendete. Nach Abschluss dieses Abkommens erfüllte Walter sein Kreuzzugsgelübde und führte eine der ersten Pilgergruppen, die das den abendländischen Christen offenstehende Jerusalem besuchte. Zusammen mit König Richard verließ er im Oktober 1192 das Heilige Land. Während der König jedoch einen anderen Weg wählte, reiste Walter über Sizilien nach Rom, wo er im Januar 1193 Papst Cölestin III. besuchte. Vermutlich noch in Rom erreichten ihn erste Gerüchte über die Gefangennahme Richards in Österreich. Walter reiste sofort nach Deutschland. In Begleitung von William de Ste Mère-Église, einem Beamten des Schatzamtes, traf er vor März 1193 Richard im fränkischen Ochsenfurt. Damit war er der erste von Richards Untertanen, die den König nach seiner Gefangennahme erreichten. Sofort bemühte sich Walter um Verhandlungen für eine Freilassung des Königs. Ende März brachen er und Ste Mère-Église mit Briefen des Königs an seine Mutter Eleonore von Aquitanien und an den Justiciar Walter de Coutances nach England auf, das sie im April erreichten. In den  Briefen traf der König erste Anordnungen, um das geforderte Lösegeld zu beschaffen. In einem weiteren Brief an die Mönche des Kathedralpriorats von Canterbury, den Ste Mère-Église überbrachte, befahl der König die Wahl von Walter als Nachfolger des vor Akkon verstorbenen Balduins zum Erzbischof.

## Erzbischof und Justiciar

### Wahl zum Erzbischof und Ernennung zum Justiciar

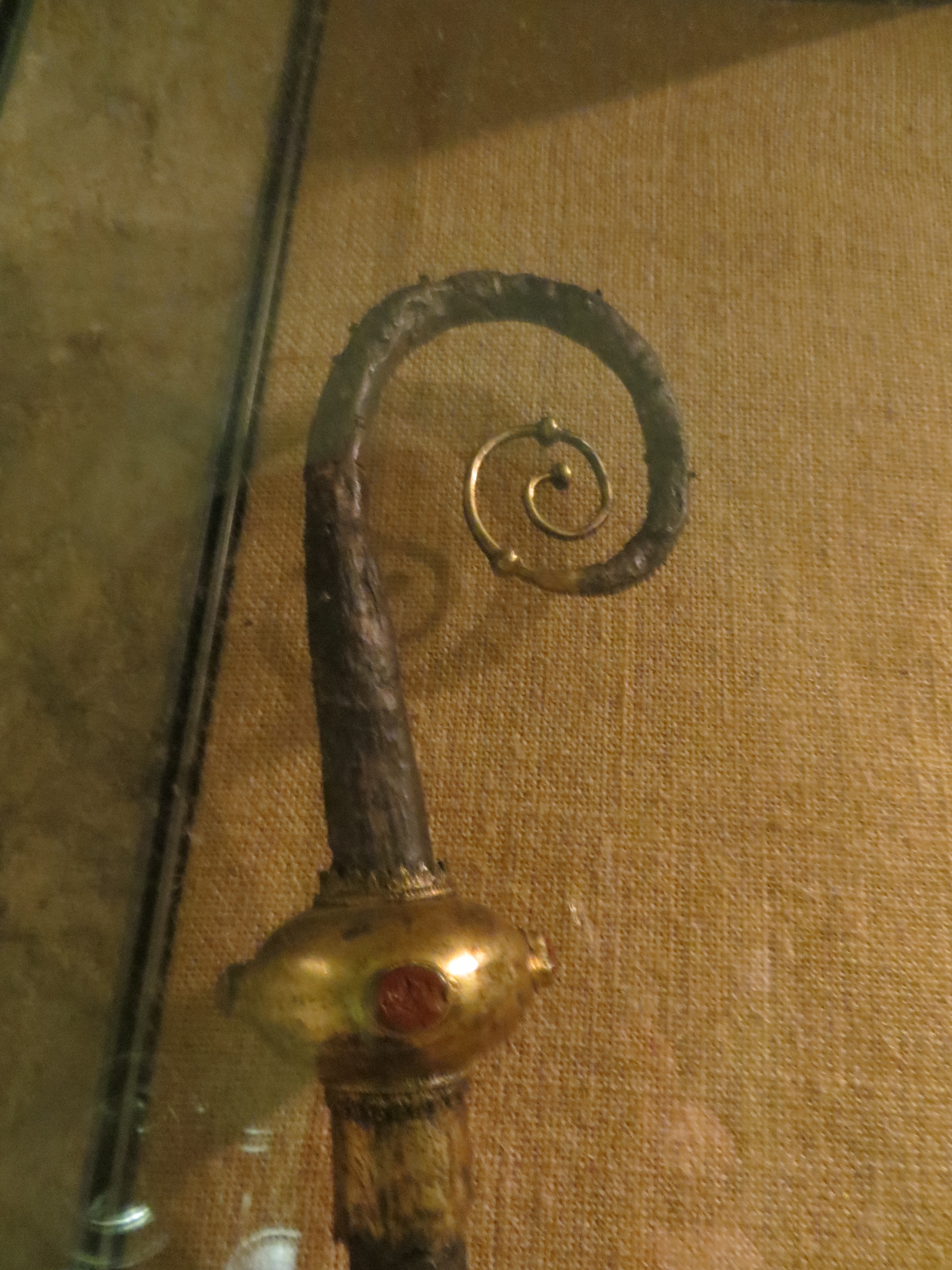
Bischofsstab von Hubert Walter in der Kathedrale von Canterbury

Die Mönche des Kathedralpriorats kamen der Aufforderung des Königs nach und wählten Walter am 28. Mai 1193 in Canterbury zum neuen Erzbischof, einen Tag, bevor zu diesem Zweck in London eine königliche Ratsversammlung stattfand. Am 29. Mai unterrichten das Kathedralpriorat die Ratsversammlung über die Wahl von Walter zum neuen Erzbischof, worauf die anwesenden Suffraganbischöfe der Kirchenprovinz Canterbury der Wahl zustimmten. Auch der Papst stimmte der Wahl von Walter zu, und am 7. November 1193 wurde Walter vom päpstlichen Nuntius als Erzbischof eingesetzt und erhielt das Pallium. An Weihnachten 1193 traf zudem die Nachricht ein, dass der gefangene König Walter zudem zum neuen Justiciar ernannt hatte.

### Machtkampf gegen Johann Ohneland
In England war es während der Abwesenheit des Königs zu Unruhen gekommen. Johann Ohneland, der jüngere Bruder des Königs hatte versucht, die Macht in England zu erlangen, war jedoch gescheitert. Als Justiciar konnte Walter nun endgültig den Widerstand von Johann Ohneland brechen. Nachdem eine von ihm einberufene Ratsversammlung Johann und seine Anhänger verurteilt hatte, begann er im Februar 1194 mit der Belagerung der von Johanns Anhängern noch gehaltenen Burgen. Zunächst eroberte Walter Marlborough Castle. Nach dessen Eroberung nahm Walter selbst die Übergabe von Lancaster Castle an, dessen Constable sein Bruder Theobald Walter war, der seit 1185 im Dienst von Johann gestanden hatte. Als König Richard vor dem 13. März 1194 nach England zurückkehrte, brach Johanns Rebellion endgültig zusammen. Walter erreichte, dass sein Bruder Theobald von Richard begnadigt wurde, und als Erzbischof von Canterbury nahm er an der feierlichen erneuten Krönung von Richard am 17. April in Winchester teil. Wenig später verließ Richard England, um in der Normandie wieder den Kampf gegen den französischen König Philipp II. aufzunehmen. Walter hatte nun als Erzbischof die geistliche Führung und als Justiciar die weltliche Herrschaft von England inne.

### Durchführung von Verwaltungsreformen
Die viereinhalbjährige Amtszeit von Walter als Justiciar war von bemerkenswerten Verwaltungsreformen geprägt. Walter gelang es, die bestehenden Aufgaben systematisch zu erledigen, dazu verbesserte er die Regierung durch Einführung neuer Regelungen. Seine Maßnahmen bauten dabei auf keinem durchdachten Konzept auf und waren im Einzelnen auch nicht revolutionär. Stattdessen wurden die Reformen notwendig, weil für die Kriege des Königs in Frankreich ständig neue Gelder benötigt wurden. Walter setzte zunächst seine Arbeit fort, die er unter Glanville begonnen hatte. Es gelang ihm, die Effizienz der königlichen Verwaltung zu steigern und dadurch die Einnahmen des Königs zu erhöhen. Zugleich gelang es ihm, das Vertrauen der Untertanen in die königliche Justiz zu bewahren und sogar zu steigern. Das Vertrauen, dass die königliche Justiz unter Walter als Justiciar hatte, wurde unter seinen Nachfolgern nicht mehr erreicht.

#### Reform der Verwaltung der Krongüter
Die Neuerungen Walters begannen im September 1194, als er Gruppen von reisenden Richtern in die englischen Grafschaften sandte. Innerhalb von zwei Monaten inspizierten die königlichen Richter so alle Grafschaften, wobei Walter selbst die ostenglischen Grafschaften besuchte. Durch diese rasche und abgestimmte Maßnahme konnte Walter nach der Rebellion von Johann Ohneland rasch die Autorität der königlichen Justiz durchsetzen, dazu erfassten die Richter auch die Besitzungen und Einkünfte der enteigneten Rebellen sowie den sonstigen Kronbesitz. Anschließend ließ Walter in jeder Grafschaft aus den Reihen der Ritterschaft Coroner wählen, die künftige Beschwerden und Klagen erfassen sollten und den Richtern vorlegen sollten. Im kommenden Jahr setzte Walter die Inspektion der Krongüter fort. Dabei entzog er eine Reihe von Krongütern der Verwaltung der Sheriffs, an deren Stelle er spezielle Verwalter setzte. Die königlichen Richter erfassten auch heimgefallene Lehen, Verwaltungen und Vormundschaften von Kronvasallen, die bislang unter königliche Verwaltung gestanden hatten. Diese Besitzungen vertraute er nun gegen eine Gebühr anderen Adligen aus der Region zur zeitweisen Verwaltung an, die dafür die Einkünfte aus den Gütern behalten durften. Mit der Beaufsichtigung dieser Vergaben betraute er für Nordengland Hugh Bardolf und für Südengland William de Ste Mère-Église.

#### Reform der Verwaltung des jüdischen Geldverleihs
1194 führte Walter dazu ein neues System für die Verwaltung der Schulden ein, die Christen bei jüdischen Geldverleihern gemacht hatten. Zunächst ließ Walter alle jüdischen Besitzungen erfassen. Anschließend richtete er sechs oder sieben Kammern ein, denen je zwei Christen, zwei Juden, zwei Schreiber und ein königlicher Beamter angehörten. Von nun an sollten für alle Schulden, die Christen bei Juden machten, eine zweiteilige Urkunde ausgestellt werden. Der eine Teil sollte bei den jeweiligen Kammern verwahrt werden, der andere Teil, den der Schuldner besiegelte, sollte der jüdische Geldverleiher erhalten. Alle Geldgeschäfte, die Christen mit Juden machten, sollten von königlichen Beamten überwacht werden, die alle Zahlungen, Zinsen oder sonstige Änderungen der Schuld erfassten. Mit der Überwachung dieser königlichen Beamten wurden William de Ste Mère-Église und dessen Beamter William de Chemillé beauftragt.
Durch diese Überwachung erhielt die Regierung einen besseren Überblick über das jüdische Geldvermögen. Es sollte vor allem Betrug verhindern und nicht vorranglich der Besteuerung der Juden dienen. Die Besteuerung der Juden dagegen erfolgte während der Regierung von Hubert Walter verhältnismäßig maßvoll. Die Kontrolle der Schulden durch die neuen Kammern verhinderte, dass betrügerische Schuldner behaupten konnten, dass sie ihre Schulden bereits zurückgezahlt hätten, gleichzeitig erhielten die Schuldner eine Bestätigung, wenn sie ihre Schulden getilgt hatten. Letztlich bot dieses aufwändige System für alle Seiten Vorteile und setzte sich in der Praxis durch.

#### Besteuerung und Justizverwaltung
Walter ließ ab 1194 die königliche Forsthoheit stärker überwachen. Dazu erhob er zahlreiche Steuern, um die Kriege des Königs zu finanzieren. 1194, 1195 und 1196 erhob er von den Baronen ein Schildgeld, ab 1194 nahmen die Richter auch Steuerschätzungen für die Tallage vor, und 1194 und 1198 erhob er eine Grundsteuer, die Carucage. 1195 erließ er dazu einen Aufruf, den Landfrieden zu wahren, dies war der erste Aufruf seit den Assize of Clarendon von 1166. Unter seiner Regierung durchzogen reisende Richter weiter die einzelnen Grafschaften. Walter selbst führte zahlreiche Verhandlungen über Gebühren und Zahlungen von Personen, die sich dadurch die Gunst des Königs erkaufen wollten. Unter ihm wurden zunehmend juristische Verhandlungen schriftlich festgehalten. 1195 führte er ein, dass von königlichen Urkunden Kopien angefertigt wurden, so dass jede Vertragspartei eine Ausfertigung erhielt. Vermutlich unter ihm begann die systematische Archivierung von Urteilen des königlichen Gerichts. 1198 bereitete er eine Erfassung der Lehen vor, die schließlich unter Geoffrey fitz Peter, seinem Nachfolger als Justiciar umgesetzt wurde. Die wichtigste Neuerung von Walters Amtszeit war jedoch die zunehmende Aufteilung der Justiz. Vor 1196 entstanden die Gerichte des Common Bench neben den Richtern für Finanzfragen, den Barons of the exchequer. Bereits 1194 hatte Walter die juristische Zuständigkeit der Juden dem Exchequer Court übertragen. Im Herbst 1198, bereits nach Walters Rücktritt als Justiciar, wurden die Exchequer of the Jews eingesetzt, die für Streitfälle zwischen Juden und Christen zuständig waren. Walter selbst war als Justiciar noch oberster Richter, hatte die Hoheit über Finanzfragen und war dem König auch für die Juden verantwortlich. Nach seinem Rücktritt wurden die königlichen Gerichte zunehmend spezialisierter und für die einzelnen Aufgaben wurden eigene Ämter geschaffen.

### Regierung als Justiciar
Als Justiciar agierte Hubert Walter während der anhaltenden Abwesenheit von König Richard in Frankreich als dessen Stellvertreter. Dazu benötigte er das Vertrauen des Königs, aber auch das der englischen Magnaten. Sein Verhältnis zu Richard wurde 1196 kurzzeitig belastet, als der König den Abt von St-Étienne de Caen nach England sandte, um Walters Abrechnungen zu überprüfen. Dieser starb jedoch, bevor er seine Prüfung abschließen konnte, worauf der König keinen weiteren Prüfer mehr ernannte. Ob diese Überprüfung der Grund für Walters Rücktrittsgesuch war, das er 1196 stellte, ist nicht mehr nachzuvollziehen. Der König wies das Rücktrittsgesuch jedoch zurück und beließ Walter im Amt, dessen Regierung er in der Folge konsequent unterstützte. Zwischen Juni und Oktober 1197 verhandelte Walter im Auftrag Richards mit dem französischen König und Graf Balduin XI. von Flandern, dazu mit Erzbischof Walter de Coutances von Rouen über den umstrittenen Bau von Château Gaillard, das auf Grundbesitz des Erzbischofs errichtet wurde.
Wie sein Mentor Glanville förderte Walter in seinem Amt seine Familie, aber auch andere begabte Männer, von denen viele als Beamte oder Geistliche Karriere machten. Er erwarb zahlreiche Minderjährigkeitsverwaltungen und Vormundschaften, die er zum Vorteil seiner Familie nutzte. Walter galt als gerechter Richter, der auch Mitleid zeigte. Gelegentlich kam es während seiner Amtszeit allerdings zu Interessenkonflikten, wenn es um den Vorteil seiner Familie ging.

### Widerstand gegen Walter und Rücktritt
Auch wenn Walter als Justiciar ein erfolgreicher Beamter war und das Vertrauen des Königs hatte, sank jedoch zunehmend die Unterstützung der anderen englischen Bischöfe für seine Politik. Sein Ansehen hatte schon 1196 gelitten, als auf seinem Befehl hin die Kirche St Mary-le-Bow in London angezündet worden war, um den ins Kirchenasyl geflüchteten Aufrührer William Fitz Osbert aus der Kirche zu treiben. Als Walter im Dezember 1197 einer Kirchenratsversammlung die Forderung von König Richard übermittelte, ihm zum Dienst in der Normandie 300 weitere Ritter für ein Jahr zu überstellen, verweigerten die Bischöfe Hugo von Lincoln und Herbert Poor von Salisbury ihre Zustimmung. Daraufhin wurde die Versammlung abgebrochen, ohne dass die Bischöfe ihre Zustimmung erteilt hatten. Gegen Hugo von Lincoln, der schon lange ein Kritiker von Walter gewesen war, wurden keine Maßnahmen getroffen, doch Herbert Poor musste hart für seinen Widerspruch büßen. Letztlich konnte Walter die vom König geforderten Ritter aufstellen. Weitere Kritik kam auf, als Walter den Versuch von Erzbischof Balduin aufgriff, gegen den Widerstand des Kathedralpriorats von Canterbury in Lambeth ein Kollegiatstift zu gründen. Als schließlich der neue Papst Innozenz III. die Ausübung von hohen Staatsämtern durch Geistliche offen ablehnte, resignierte Walter und trat im Juli 1198 als Justiciar zurück. Als Gründe nannte er seine angegriffene Gesundheit und die hohe Belastung, die das Amt mit sich brachte. Dieses Mal akzeptierte der König den Rücktritt Walters.

## Kanzler von König Johann Ohneland
Trotz seines Rücktritts blieb Walter im Dienst des Königs. Auf Wunsch des Königs reiste er im September 1198 nach Frankreich, um einen Frieden mit dem französischen König auszuhandeln. Er blieb in Frankreich, bis er im April 1199 vom Tod Richards erfuhr. Nach den Angaben der zeitgenössischen Chronisten unterstützte er nun sofort den Thronanspruch von Johann Ohneland, obwohl er 1194 dessen Rebellion noch niedergeschlagen hatte. Andererseits kannte er Johann von schon mindestens seit 1182 oder 1183, als dieser im Haushalt von Ranulf de Glanville erzogen wurde. Walter gelang es rasch, die Magnaten der Normandie auf Johanns Seite zu ziehen, und seine sowie die Unterstützung von William Marshal sicherten Johanns Thronfolge. Am 27. Mai 1199 krönte Walter Johann in Westminster Abbey zum König von England. Johann ernannte ihn daraufhin noch am selben Tag zu seinem Kanzler. Die Zeitgenossen empfanden es als ungewöhnlich, dass ein früherer Justiciar und Erzbischof das Amt des Kanzlers übernahm, während sonst eher ein Kanzler zum Erzbischof aufgestiegen war. Unter Johanns Regierung und durch Walters Arbeit stieg jedoch die Bedeutung des Kanzlers weiter an, und Walter gehörte wieder zu den wichtigsten Mitgliedern der Regierung.
Als Kanzler zeigte Walter den gleichen Reformgeist und die gleiche Energie, die er schon als Justiciar gezeigt hatte. Sofort nach seinem Amtsantritt legte er erstmals feste Gebühren für die Arbeit der königlichen Kanzlei fest. Innerhalb von zwei Wochen nach Amtsantritt führte er die chronologische Ordnung der ausgehenden  Schreiben und Urkunden auf Rollen ein. Zwar waren schon zuvor Urkunden auf Rollen gelagert worden, doch erstmals unter Walter erfolgte dies systematisch und geordnet.  Dieses System war bislang in keiner anderen Behörde, weder in England noch sonst in Europa angewandt worden und geht wohl auf Walter zurück. Auch als Kanzler behielt Walter seinen erheblichen Einfluss im Schatzamt und bei den Gerichten. Mit seinem Nachfolger als Justiciar Geoffrey fitz Peter war er eng befreundet, seit dieser seine Karriere ebenfalls im Haushalt von Glanville begonnen hatte. Geoffrey fragte Walter oft bei schwierigen Fällen um Rat, und auch bei der Steuererhebung arbeiteten sie eng zusammen. Gemeinsam leiteten sie 1203 eine Gesandtschaft zu den walisischen Fürsten. Im Frühjahr 1202 sowie im Frühjahr 1204 diente Walter wieder als Gesandter bei Verhandlungen mit Frankreich. Als erfahrener und älterer Staatsmann versuchte er häufig, zwischen dem ungestümen König und Untertanen, die unglücklicherweise dessen Zorn erregt hatten, zu vermitteln. So konnte er beispielsweise 1200 einen Ausgleich zwischen dem König und dem Zisterzienserorden erreichen. Wenige Wochen vor seinem Tod konnte er im Juni 1205 zusammen mit William Marshal, 1. Earl of Pembroke noch den König überzeugen, nach der Niederlage im Krieg mit Frankreich 1204 einen erneuten Feldzug nach Frankreich abzusagen.

## Tätigkeit als Erzbischof von Canterbury
Neben seinen Ämtern als Justiciar und Kanzler übte Walter auch sein Amt als Erzbischof von Canterbury gewissenhaft aus. Dazu war er zwischen 1195 und 1198 päpstlicher Legat für England. Als Erzbischof reformierte Walter die Verwaltung der erzbischöflichen Güter und konnte so seine Einkünfte steigern. Dazu erweiterte er rücksichtslos den Grundbesitz der Erzbischöfe. Obwohl er nur selten in Canterbury war, leiteten seine Beamten gewissenhaft die Verwaltung seiner Diözese. Als Primas von England führte Walter zahlreiche Visitationen in Klöstern und in vakanten Diözesen durch. Dies konnte er umso leichter durchführen, als er zeitgleich auch päpstlicher Legat war. Auf Anordnung des Papstes leitete er auch die Kommissionen, die die Heiligsprechung von Gilbert von Sempringham und Wulfstan of Worcester überprüften. Dazu diente er häufig als beauftragter päpstlicher Richter in Kirchenfragen. 1195 erließ er Statuten für die Erzdiözese York und 1200 für die Erzdiözese Canterbury. Vor allem die Statuten von Canterbury galten als ambitioniert und zukunftsweisend, sie dienten als Grundlage für die Statuten, die die Erzbischof Stephen Langton 1213 erließ.
Abgesehen von seinem von 1197 bis 1200 währenden Streit mit dem Kathedralpriorat hatte Walter ein gutes Verhältnis zu den Mönchen. Als er zum Erzbischof ernannt wurde, trat er als Kanoniker den Augustiner-Chorherren bei. Auch zum Zisterzienserorden hatte er ein gutes Verhältnis. 1195 wurde er als Mitbruder in den Orden aufgenommen. Persönlich war Walter zweifelsfrei ein frommer Christ, wofür er seiner Ansicht nach nicht in Armut leben musste. Er führte einen großen Haushalt, der es durchaus mit dem des Königs aufnehmen konnte. Er sammelte kein großes Vermögen an, sondern galt als besonders großzügig und gastfreundlich. Vielen Klöstern machte Walter reiche Geschenke, vor allem liturgische Gewänder. Besonders bedachte er dabei die Kartäuserniederlassung von Witham in Somerset.

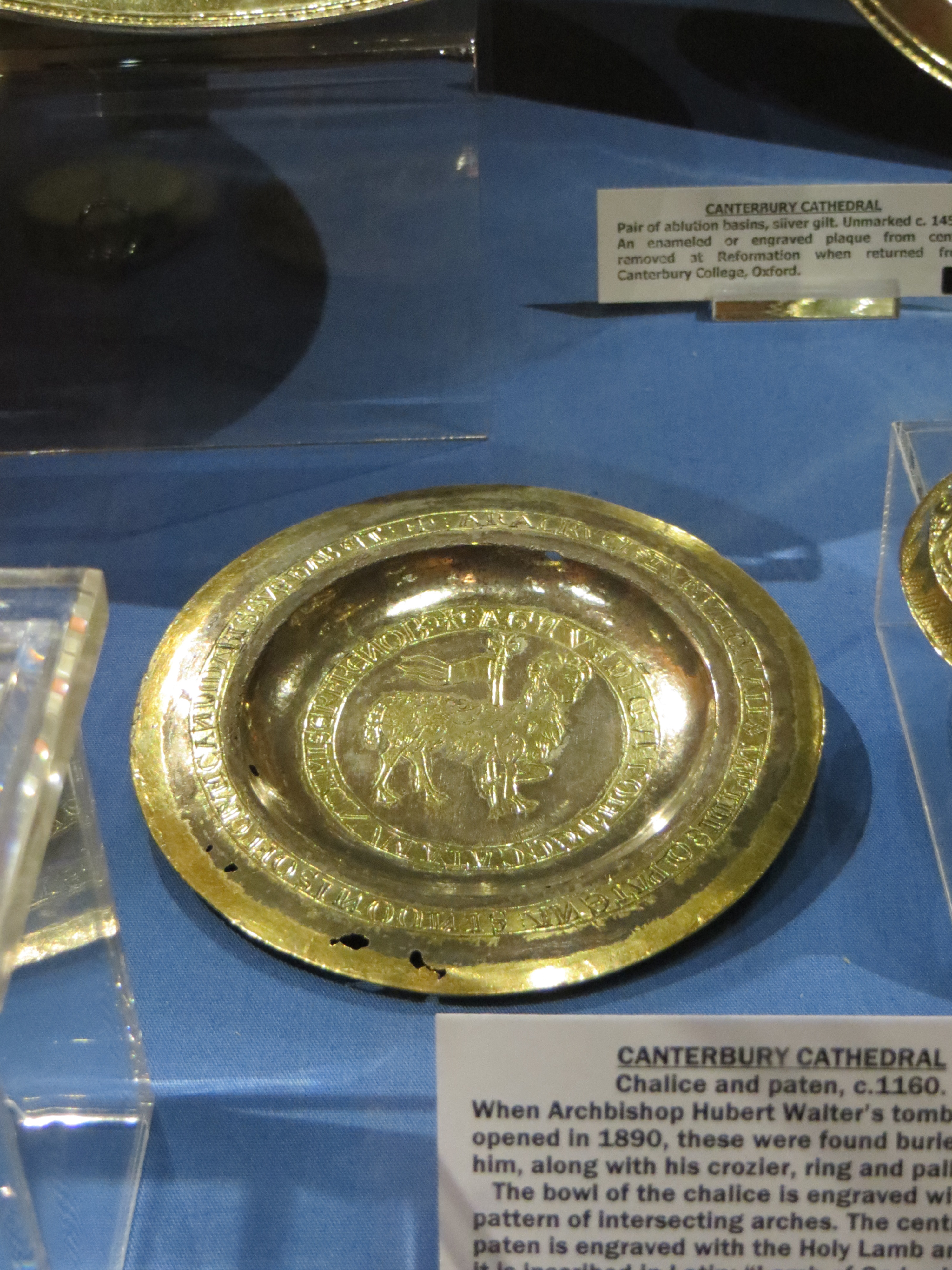
Patene von Hubert Walter im Kathedralschatz von Canterbury

## Tod
Walter starb an hohem Fieber, das durch ein unbehandeltes Karbunkel auf seinem Rücken entstanden war. Er wurde am 14. Juli 1205, einem Tag nach seinem Tod, in der Trinitätskapelle der Kathedrale von Canterbury beigesetzt. 1890 wurde sein Grab geöffnet, dabei wurden seinem Grab die Gewänder und liturgischen Gefäße entnommen. Diese befinden sich heute in der Bibliothek der Kathedrale. In seinem Testament vermachte Walter der Kathedrale prächtiges Meßgeschirr, dass König Johann jedoch nach dem Streit um seine Nachfolge Peter des Roches schenkte, als dieser 1206 Bischof von Winchester wurde.  Walters Testamentsvollstrecker James Savage und Elias of Dereham ermittelten Schulden in Höhe von über £ 913, dem jedoch beachtlicher Grundbesitz gegenüberstand. Sein Erbe wurde sein Bruder Theobald Walter. Um Walters Nachfolge als Erzbischof von Canterbury kam es zu einem erbitterten, langjährigen Streit zwischen dem Papst und König Johann.